# Heimir Hallgrímsson
Heimir Hallgrímsson (født 10. juni 1967 i Vestmannaeyjar, Island) er en islandsk tidligere fodboldspiller og senere -træner, der i perioden 2013-18 stod i spidsen for Islands landshold.
Hallgrímsson spillede som aktiv for blandt andet ÍBV Vestmannaeyjar i sin fødeby, som han også har stået i spidsen for som træner.
Han er uddannet tandlæge.